# Joseph Grimaldi
Joseph Grimaldi, auch Old Joe genannt, (* 18. Dezember 1778 in London; † 31. Mai 1837 ebenda) war ein englischer Schauspieler und Clown.

## Leben

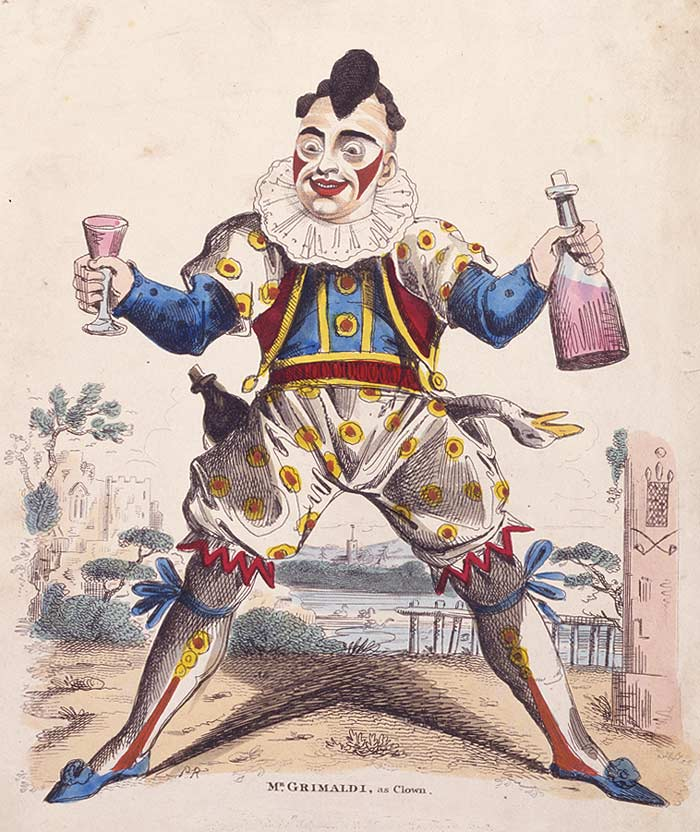
Joseph Grimaldi als Clown

Joseph Grimaldi war der Sohn des italienischen Clowns und Ballettmeisters Giuseppe Grimaldi. Joseph trat bereits als dreijähriges Kind – gemeinsam mit seinem Vater – in der Rolle des Harlekins im Theater Sadler’s Wells auf.
Grimaldis Version des Clowns, den er als stehende Rolle oder lustige Person für sich selbst entwickelte, hatte ein weiß geschminktes Gesicht mit roten Lippen und Wangen. Als Modernisierung der traditionellen Commedia-Figuren war er vergleichbar mit dem Pariser Pierrot von Jean-Gaspard Deburau (der allerdings melancholischer und poetischer war).

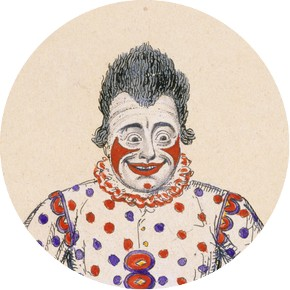
Joseph Grimaldis Clown-Maske

Grimaldi trat nicht im Zirkus, sondern in der englischen Pantomime auf, insbesondere in der Weihnachtszeit. Diese Form des Theaters war eine Art populäres Ballett mit grotesken Handlungen und opulenten Bühnenbildern, die sich aus immer wiederkehrenden Elementen zusammensetzten. Grimaldi war berühmt dafür, dass er das Publikum zum Singen animierte. Grimaldi erfand Slapstick-Gags, die sich bis zur Stummfilmzeit hielten. Grimaldis hauptsächliche Wirkungsstätten waren das Sadler’s Wells und das Drury Lane Theatre in London. Sein größter Erfolg war Mother Goose im Theater Covent Garden (1806). Joey, die Abkürzung seines Vornamens, wurde zum Spitznamen von Clowns allgemein.
Die Glanzzeit seiner Auftritte umfasste die Jahre 1810 bis 1820. Wegen einer Lähmung seiner Beine konnte Grimaldi in den letzten Lebensjahren nicht mehr auftreten.
Ein Jahr vor seinem Tod war Grimaldi damit beschäftigt, einen ausführlichen Bericht über sein Leben zu verfassen. Das Manuskript vertraute er für eine Bearbeitung dem Dramatiker Thomas Egerton Wilks an. Wilks beendete seine Bearbeitung im September 1837 und verkaufte diese Fassung an den Verleger Richard Bentley. Er beauftragte den Schriftsteller Charles Dickens mit einer nochmaligen Bearbeitung. Dickens brachte die Memoiren unter seinem Pseudonym Boz im Jahr 1838 in zwei Bänden im Verlag Richard Bentley heraus. Das Werk ist ein ergiebiges Dokument für die Geschichte der damaligen populären Bühnen in London.
Von Grimaldi stammt die Legende vom traurigen Clown, die er durch folgenden Witz über sich selbst verbreitete: Ein junger Mann geht zum Arzt und klagt über seine unüberwindlichen Depressionen. Darauf rät ihm der Arzt, er solle doch zum berühmten Clown Grimaldi gehen, um sich aufzuheitern. Der Patient erwidert: „Aber ich bin doch Grimaldi.“

## Erinnerung
Jährlich am ersten Februarsonntag feiern die Clowns des Vereinigten Königreichs einen Gedenkgottesdienst zu Grimaldis Ehren, traditionellerweise in der Holy Trinity Church in Dalston, seit 2014 in der All Saints Church in Haggerston als Ausweichquartier. Beim Einzug der Clowns in den Gottesdienst tragen sie ein Schild mit der Aufschrift „Fools for Christ“; im Gottesdienst beten sie dafür, ihren Humor nicht zu verlieren.

## Literatur

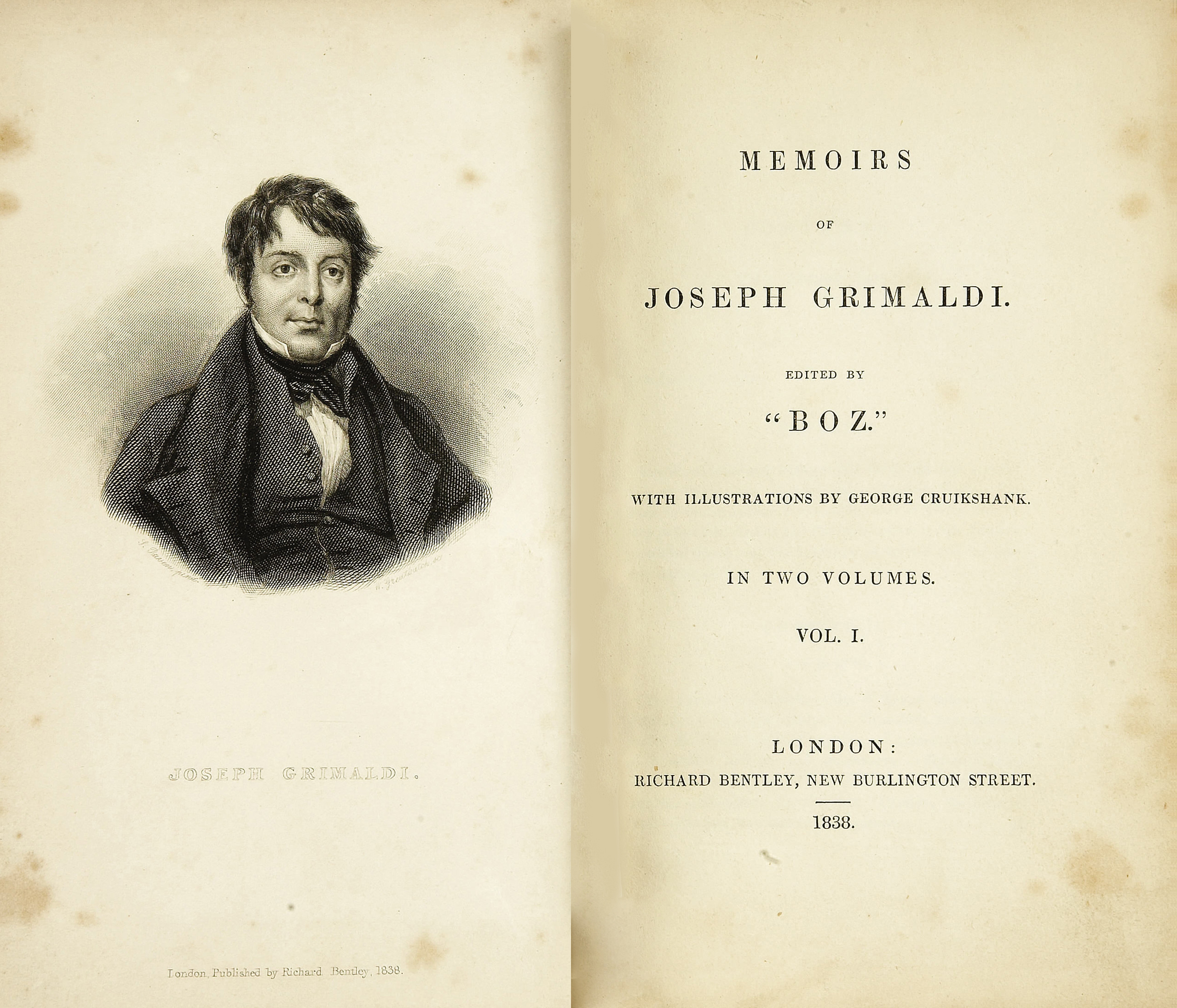
Titelseite: Memoirs of Joseph Grimaldi.

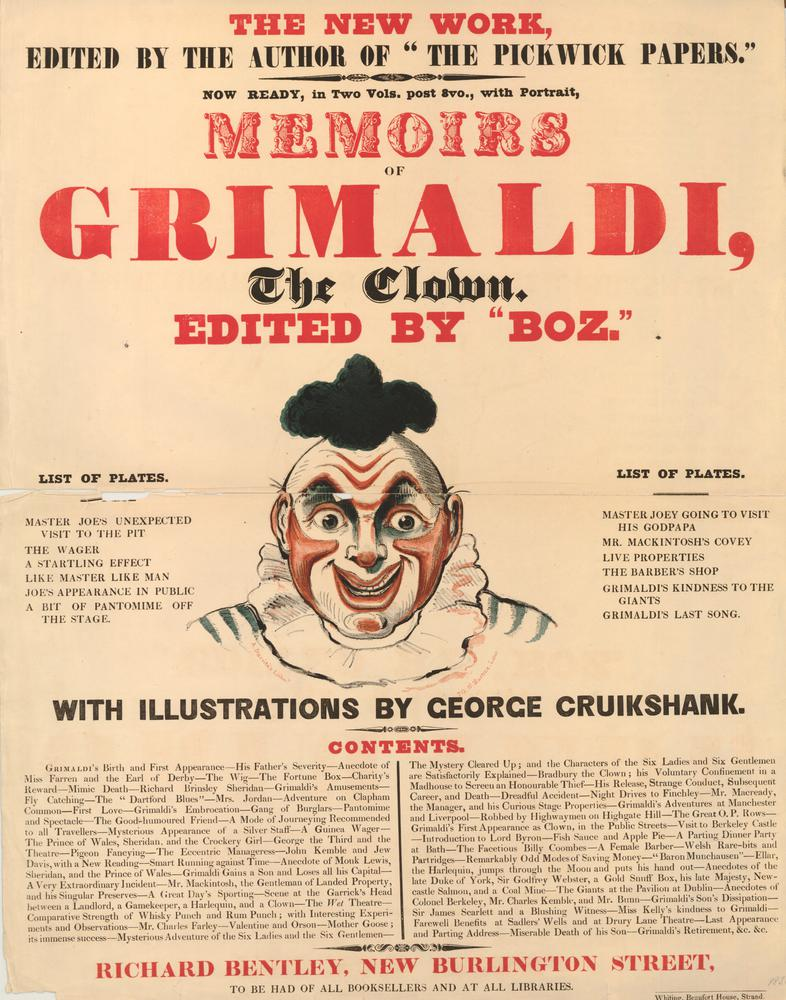